# Melaenis tropicus
Melaenis tropicus är en ringmaskart som beskrevs av Treadwell 1934. Melaenis tropicus ingår i släktet Melaenis och familjen Polynoidae. Inga underarter finns listade i Catalogue of Life.